# Club Nacional de Futsal
Club Nacional de Futsal – urugwajski klub futsalowy z siedzibą w mieście Montevideo, obecnie występuje w najwyższej klasie rozgrywkowej Urugwaju. Jest sekcją futsalu klubu sportowego Club Nacional de Football.

## Sukcesy
- finalista Copa Libertadores de Futsal (1): 2003
- Mistrzostwo Urugwaju (9): 1998, 2000, 2002, 2003, 2005, 2008, 2009, 2017, 2018